# اون خیلی دوست‌داشتنیه
اون خیلی دوست‌داشتنیه (به انگلیسی: She's So Lovely) فیلمی است محصول سال ۱۹۹۷ و به کارگردانی نیک کاساوتس است. در این فیلم بازیگرانی همچون جان تراولتا، شان پن، رابین رایت، هری دین استنتون، جیمز گاندولفینی، نیل بری، دبی مازار، جان مارشال جونز، کلوئه وب، پل جوهانسون، جاستینا ماچادو و تیتو لاریوا ایفای نقش کرده‌اند.